# خورخي روكي
خورخي روكي (بالإنجليزية: Jorge Roque)‏ هو لاعب كرة قاعدة أمريكي، ولد في 29 أبريل 1950 في بونس، بورتوريكو في الولايات المتحدة.

## وصلات خارجية
- خورخي روكي على موقعبيزبول رفرنس.كوم (الدوري الرئيسي) (الإنجليزية)